# Opistocystis goettei
Opistocystis goettei är en plattmaskart. Opistocystis goettei ingår i släktet Opistocystis och familjen Polycystidae. Inga underarter finns listade i Catalogue of Life.